# Казатеново
Казатеново (итал. Casatenovo) — город в Италии, располагается в регионе Ломбардия, подчиняется административному центру Лекко.
Население составляет 12 242 человека (на 2004 г.), плотность населения составляет 990 чел./км². Занимает площадь 12 км². Почтовый индекс — 23880. Телефонный код — 039.
Покровителем коммуны почитается святой Георгий, празднование 23 апреля.